# Ханиш, Карл
Карл Ханиш (нем. Karl Hanisch, 20 января 1900 — ?) — австрийский фехтовальщик, призёр чемпионата мира.

## Биография
Родился в 1900 году. В 1931 году стал обладателем бронзовой медали Международного первенства по фехтованию в Вене. В 1934 году стал чемпионом Австрии в шпаге. В 1936 году вновь стал чемпионом Австрии в шпаге, но на Олимпийских играх в Берлине ни в шпаге, ни в сабле медалей завоевать не сумел.
В 1944 году стал чемпионом Австрии в рапире и сабле. В 1948 году вновь стал чемпионом Австрии в рапире.